# When I’m Gone (Carter-Lied)
When I’m Gone ist ein traditioneller amerikanischer Country-Song, der – 80 Jahre nach der Erstveröffentlichung auf Schallplatten – Anfang des 21. Jahrhunderts eine Renaissance als Internetphänomen und internationaler Charterfolg erlebte. Die erste Tonträger-Aufzeichnung des Liedes erfolgte 1931 in einer Darbietung der Carter Family.
2009 wurde von der englischen Indie-Folkband Lulu and the Lampshades eine A-cappella-Neufassung unter dem Titel You’re Gonna Miss Me auf der Video-Plattform YouTube veröffentlicht, die mit dem Rhythmus eines populären Klatsch-Spiels mit Bechern (englisch: Cups) unterlegt war. Die Adaption dieser Version durch Anna Kendrick, 2012, in einer kurzen Szene der Musikfilm-Komödie Pitch Perfect machte das Lied international erfolgreich. Im folgenden Jahr 2013 erreichte Kendrick mit einer verlängerten Einspielung ihrer Coverversion, jetzt unter dem Titel Cups, in den USA mehrfachen Platin-Status.
Die Darbietungen der Lampshades und Kendricks wurden zur Vorlage vieler weiterer privater YouTube-Präsentationen des Cup-Songs.

## When I’m Gone(1931)
When I’m Gone, die ursprüngliche Version des Liedes, wurde von A. P. Carter gesammelt und für die Carter Family zu einem konventionell aufgebauten, eingängigen Country-Song arrangiert. Das Lied ist in mittlerem Tempo gespielt, mit der für die Carter-Family-Aufnahmen charakteristischen Gitarrenführung Maybelle Carters. Die sechs Strophen mit jeweils sechs Versen sind einander im Aufbau sehr ähnlich, und auch die Texte weichen wenig voneinander ab. Sie variieren durchweg die Kernaussage You’re gonna miss me when I’m gone: Der Song ist ein Abschiedslied, an eine Person gerichtet, der vorhergesagt wird, dass das lyrische Ich ihr fehlen wird, wenn es weggegangen ist; die erste, dritte und fünfte Strophe variieren die Aussagen, was genau fehlen wird: das Gehen und Sprechen, das Gebet und der Gesang sowie allgemein Eigenheiten des singenden lyrischen Ichs. Die zweite, vierte und sechste Strophe sind ein wortgleich wiederholter Refrain, musikalisch eng an die Hauptmelodie des Liedes angelehnt.
Der Song der Carter Family, in der Originalbesetzung mit A. P. Carter, seiner Frau Sara Carter und seiner Schwägerin Maybelle Carter, wurde erstmals 1931 bei einer der bekannten Recording-Sessions der Plattenfirma Victor Talking Machine Company aufgenommen. Mehrfach wurde das Werk von anderen Country- und Bluegrass-Musikern gecovert, so zum Beispiel 1937 von J. E. Mainer mit dem Titel Miss Me When I’m Gone, 1938 von Charlie Monroe als You’re Gonna Miss Me When I’m Gone.

## You’re Gonna Miss Me(2009)
2009 veröffentlichte die englische Indie-Folkband Lulu and the Lampshades den traditionellen Country-Song der Carter Family unter dem Titel You’re Gonna Miss Me in einer A-cappella-Version auf der Video-Plattform YouTube – das Video zeigt die beiden Sängerinnen der Lampshades, Luisa Gerstein und Heloise Tunstall-Behrens, bei einer Spaß-Performance in der unspektakulären Umgebung einer privaten Küche. 2011 war das Lied die B-Seite der zweiten Lampshade-Single Cold Water.
Die Lampshades hatten den Song inhaltlich um zusätzlichen Text in zwei neuen Hauptstrophen ergänzt, so dass jetzt alle Strophen der ursprünglichen Version Carters, gekürzt und neu zusammengestellt, den Refrain ihres Liedes ergaben, die neuen Strophen dagegen gaben dem gesamten Song eine neue inhaltliche Ausrichtung: Es ist nun eine charmante Einladung des lyrischen Ichs an das Gegenüber, es auf eine interessante Reise zu begleiten:

“I got my ticket for the long way ’round / Two bottle of whiskey for the way / And I sure would like some sweet company / And I’m leaving tomorrow, what do you say?”

„Ich mache eine lange Rundreise, habe zwei Whiskey-Flaschen Proviant dabei, und ich hätte natürlich gern eine nette Begleitung, und morgen ziehe ich los, was meinst du dazu?“

Abgesehen von den zusätzlichen Texten und einer neuen Melodielinie für die Hauptstrophen war die auffälligste musikalische Änderung der Lampshades, dass sie das alte Lied mit dem Rhythmus einer populären Klatsch-Percussion mit Bechern (englisch: Cups) unterlegten. Diese Version wurde von anderen YouTube-Nutzern in Video-Veröffentlichungen mehrfach gecovert und entwickelte sich in den folgenden Jahren zum Internetphänomen. Kevin Rutherford wies in einer Analyse zur Geschichte des Cup-Songs darauf hin, dass die Mit- und Nachmach-Natur des Klatsch-Rhythmus („the song’s participatory nature“) einen Großteil des Erfolgs ausmache.

## Cups(2012)
Die verspielte Performance der Lampshades wurde 2012 zur Grundlage einer kurzen Szene der Hauptdarstellerin Anna Kendrick in der Musikfilm-Komödie Pitch Perfect. Die Version der Lampshades hatte sich bis zur Verfilmung von Pitch Perfect zwar schon in diversen Coverversionen im Internet verbreitet, aber bis zur Aufnahme des Titels in den Soundtrack des Films war es ein Internet-Phänomen geblieben. Die Adaption durch Anna Kendrick machte den Unterschied aus: Unter dem Titel Cups wurde der alte Country-Song ab 2012 zum Phänomen der Mainstream-Popkultur.
Der überraschende Erfolg des Liedes bewog die Produzenten, Anfang 2013 eine auf gut zwei Minuten verlängerte Version des Covers neu einzuspielen, mit starker Veränderung der musikalischen Ausrichtung: Melodie und Text der Lampshades blieben erhalten, aber Kendricks Gesang wurde jetzt von einer Band begleitet. Damit war das Lied zum Popsong geworden. Diese Version erzielte in den USA mehrfachen Platin-Status, stieg bis auf Platz sechs der Billboard Hot 100, erreichte Charterfolge in weiteren Ländern und wurde zur Vorlage zahlreicher weiterer YouTube-Videos.
Der Erfolg der Single wurde auch dadurch gestützt, dass der Pitch-Perfect-Regisseur Jason Moore zur Pop-Version des Titels im April 2013 ein vierminütiges Musikvideo vorgelegt hatte – wie in Erinnerung an den ursprünglichen YouTube-Film der Lampshades ist eine Küche der Ort der Handlung: Anna Kendrick spielt die Hilfskraft einer Imbiss-Küche, die beim Einsammeln des gebrauchten Geschirrs ihr Lied singt, die Gäste begleiten die Melodie mit der Becher-Percussion. Am Ende des Videos stellt sich das kleine Spiel als Tagtraum der Protagonistin heraus, aber die Küchenhilfe lässt ihre Arbeit liegen und verlässt den Imbiss durch die Hintertür.
In den Film-Fortsetzungen, Pitch Perfect 2 (2015) und Pitch Perfect 3 (2017) gehörte Cups erneut zum Soundtrack.

## Chart-Platzierungen
| Internationale Chart-Platzierungen für „Cups (Pitch Perfect’s When I’m Gone)“ (Auswahl) |                                           |                |
| Land                                                                                    | Zeitraum                                  | Beste Position |
| Australien – ARIA-Charts                                                                | Januar 2013 bis Mai 2013                  | 044            |
| Belgien – Ultratop 50 Single-Charts (Flandern)                                          | September 2013 bis Februar 2014           | 011            |
| Frankreich – SNEP Single-Charts                                                         | Januar 2014                               | 181            |
| Niederlande – DS Single Top 100                                                         | September 2013 bis März 2014              | 014            |
| Neuseeland – RM Single Top 40                                                           | August 2013 bis Oktober 2013              | 026            |
| Österreich – Ö3 Single-Charts                                                           | August 2013                               | 075            |
| USA – Billboard Hot 100                                                                 | Januar 2013 bis November 2013 (44 Wochen) | 006            |